# Guatemala en los Juegos Olímpicos de Seúl 1988
Guatemala estuvo representada en los Juegos Olímpicos de Seúl 1988 por un total de 28 deportistas, 25 hombres y 3 mujeres, que compitieron en 8 deportes.
El portador de la bandera en la ceremonia de apertura fue el tirador Carlos Silva Monterroso. El equipo olímpico guatemalteco no obtuvo ninguna medalla en estos Juegos.